# اووکلند (اکلاهما)
اووکلند(به انگلیسی: Oakland) شهری در ایالت اکلاهما کشور ایالات متحده آمریکا است که جمعیت آن در سرشماری سال ۲۰۱۰ میلادی، ۱٬۰۵۷ نفر بوده‌است.